# Hendrik I van Brandenburg
Hendrik I van Brandenburg bijgenaamd zonder Land (21 maart 1256 - 14 februari 1318) was van 1266 tot 1318 mede-markgraaf van Brandenburg-Stendal. Hij behoorde tot het huis Ascaniërs.

## Levensloop
Hendrik I was de oudste zoon van markgraaf Johan I van Brandenburg en diens tweede gemalin Brigitte van Saksen, dochter van hertog Albrecht I van Saksen. Na de dood van zijn vader en moeder in 1266 werd Hendrik I samen met zijn drie oudere halfbroers Johan II, Otto IV en Koenraad I markgraaf van Brandenburg-Stendal. Omdat zijn halfbroers meer dan vijftien jaar ouder dan hem waren, werd Hendrik aanvankelijk uitgesloten van het bestuur. 
Het was pas vanaf 1294 dat Hendrik I deel begon te nemen aan het beleid van het markgraafschap. Hij kreeg het gebied rond de stad Delitzsch in het markgraafschap Landsberg als regeringsgebied toegewezen, een gebied dat kort daarvoor door markgraaf Albrecht II van Meißen aan de markgraven van Brandenburg verkocht was. Hendrik gebruikte dan ook vooral de titel markgraaf van Landsberg. In zijn regeringsgebied kreeg Hendrik te maken met vetes met naburige vorsten en hij werd zelfs door aartsbisschop Burchard II van Maagdenburg geëxcommuniceerd. 
In 1311 verloor Hendrik I een vete met hertog Rudolf I van Saksen-Wittenberg, waardoor hij het paltsgraafschap Saksen aan Rudolf moest afstaan. Ook verloor hij een vete met landgraaf Diezmann van Thüringen.
Na de dood van Rooms-Duits koning Hendrik VII van Luxemburg in 1313, werd Hendrik door zijn neef, markgraaf Waldemar van Brandenburg, voorgedragen als Rooms-Duits koning. Hendrik weigerde het aanbod van zijn neef echter en besloot hertog Frederik de Schone van Oostenrijk te steunen. Uiteindelijk besloot Hendrik zijn steun aan hertog Lodewijk IV van Beieren te geven, die uiteindelijk tot Rooms-Duits koning verkozen werd.
In 1318 overleed Hendrik op 60-jarige leeftijd.

## Huwelijk en nakomelingen
Hendrik huwde met Agnes van Beieren, dochter van hertog Lodewijk II van Beieren. Ze kregen volgende kinderen:
- Sophia (1300-1356), huwde met hertog Magnus I van Brunswijk-Wolfenbüttel
- Judith (1302-voor 1330), huwde met hertog Hendrik II van Brunswijk-Grubenhagen
- Hendrik II (1308-1320), markgraaf van Brandenburg-Stendal

## Voorouders
| Voorouders van Hendrik I van Brandenburg | Voorouders van Hendrik I van Brandenburg                                  | Voorouders van Hendrik I van Brandenburg                                  | Voorouders van Hendrik I van Brandenburg                                  | Voorouders van Hendrik I van Brandenburg                                  | Voorouders van Hendrik I van Brandenburg                             | Voorouders van Hendrik I van Brandenburg                             | Voorouders van Hendrik I van Brandenburg                              | Voorouders van Hendrik I van Brandenburg                              |
| ---------------------------------------- | ------------------------------------------------------------------------- | ------------------------------------------------------------------------- | ------------------------------------------------------------------------- | ------------------------------------------------------------------------- | -------------------------------------------------------------------- | -------------------------------------------------------------------- | --------------------------------------------------------------------- | --------------------------------------------------------------------- |
| Overgrootouders                          | Otto I van Brandenburg (1127-1184) ∞ Adelheid (-)                         | Otto I van Brandenburg (1127-1184) ∞ Adelheid (-)                         | Koenraad II van Lausitz (1159-1210) ∞ Elisabeth van Polen (1152-1209)     | Koenraad II van Lausitz (1159-1210) ∞ Elisabeth van Polen (1152-1209)     | Bernhard III van Saksen (1134-1212) ∞ Judith van Polen (1154-1201)   | Bernhard III van Saksen (1134-1212) ∞ Judith van Polen (1154-1201)   | Leopold VI van Oostenrijk (1176-1230) ∞ Theodora Angelina (1180–1246) | Leopold VI van Oostenrijk (1176-1230) ∞ Theodora Angelina (1180–1246) |
| Grootouders                              | Albrecht II van Brandenburg (1175-1220) ∞ Mathilde van de Lausitz (-1255) | Albrecht II van Brandenburg (1175-1220) ∞ Mathilde van de Lausitz (-1255) | Albrecht II van Brandenburg (1175-1220) ∞ Mathilde van de Lausitz (-1255) | Albrecht II van Brandenburg (1175-1220) ∞ Mathilde van de Lausitz (-1255) | Albrecht I van Saksen (1175-1260) ∞ Agnes van Oostenrijk (1206-1226) | Albrecht I van Saksen (1175-1260) ∞ Agnes van Oostenrijk (1206-1226) | Albrecht I van Saksen (1175-1260) ∞ Agnes van Oostenrijk (1206-1226)  | Albrecht I van Saksen (1175-1260) ∞ Agnes van Oostenrijk (1206-1226)  |
| Ouders                                   | Johan I van Brandenburg (1213-1266) ∞ Brigitte van Saksen (-1266)         | Johan I van Brandenburg (1213-1266) ∞ Brigitte van Saksen (-1266)         | Johan I van Brandenburg (1213-1266) ∞ Brigitte van Saksen (-1266)         | Johan I van Brandenburg (1213-1266) ∞ Brigitte van Saksen (-1266)         | Johan I van Brandenburg (1213-1266) ∞ Brigitte van Saksen (-1266)    | Johan I van Brandenburg (1213-1266) ∞ Brigitte van Saksen (-1266)    | Johan I van Brandenburg (1213-1266) ∞ Brigitte van Saksen (-1266)     | Johan I van Brandenburg (1213-1266) ∞ Brigitte van Saksen (-1266)     |
| Hendrik I van Brandenburg (1238-1308)    |                                                                           |                                                                           |                                                                           |                                                                           |                                                                      |                                                                      |                                                                       |                                                                       |